# Faunistiek
Faunistiek is het vakgebied in de biogeografie dat de geografische en historische verspreiding van dieren bestudeert op het niveau van soorten en andere taxa. Het vakgebied is verwant met de populatiebiologie.
Voorbeelden van onderzoeksvragen zijn: Hoe komt het dat een grote populatie van een bepaalde diersoort zich in een eeuw gesplitst heeft in drie kleinere? Heeft habitatfragmentatie of predatie daar iets mee te maken? Heeft het aanleggen van een ecologische verbindingszone zin voor deze specifieke soort of voor dit geslacht? Welke kenmerken moet die zone dan hebben? Voorbeelden bij concrete soorten zijn: waardoor komt de wereldzwerver vooral op het zuidelijk halfrond voor en wel in Noord-Amerika maar niet in Europa? Is overbevissing een gevaar voor haringen in de Noordzee? Wat is de (biogeografische) status (broedvogel?, gastvogel?) van een bepaalde vogelsoort in een bepaald gebied?
Faunistische aspecten spelen een rol bij de natuurbescherming.